# ピーチボーイリバーサイド
『ピーチボーイリバーサイド』（PEACH BOY RIVERSIDE）はクール教信者による日本の漫画作品。新都社のウェブコミック配信サイト『週刊ヤングVIP』にて連載中。

## 概要
一時期『週刊少年VIP』で連載をしていたが、少年誌に似つかわしくないエログロネタを用いることがあるため『週刊ヤングVIP』に移動。総コメント数ランキング1位、新都社のランキングでは最高2位まで上り詰めた。2010年8月2日にランキングから登録を解除される。作者は本人のブログにて「初心に戻るため」と説明している。その後、読者からの要望により再登録された（票数は0から再スタート）。以前は一話一話で区切っていたが48話から一話を複数回に分け始めた。
週刊連載並のペースで更新を続けており、Web漫画内では類を見ない長期連載となっている。2014年9月、年単位で更新は停止していたが、2015年8月7日、本人のブログのコメントによると2年ぶりに更新された。
2015年8月20日発売の隔月刊誌（のちに月刊電子雑誌に変更）『少年マガジンR』（講談社）第3号から、同名のリメイク作品『ピーチボーイリバーサイド』が連載開始。作画はヨハネ。2023年1月20日発売の2号にて同誌が休刊となり、本作はWeb媒体「月マガ基地」（同）に移籍して、同年2月14日から2024年7月9日まで連載された。

## 世界観
現実世界をベースにした架空ヨーロッパが舞台。日本やアルメニア、モンゴルなど実在の地名も出てくる。魔物や亜人を始めとした様々な人種や、魔法や魔力などの概念が存在しているファンタジー世界である。各所に王国が点在し、戦争に陥るような場合もあるが基本的に平和。文明レベルは不明だが、電気機器は登場していない。
人間や動物以外に鬼、魔族、魔物が登場。いずれも人間の生存を脅かす存在として描かれる。並の人間ではこれらに太刀打ちできない。また、二足歩行可能で言葉もしゃべれるが、動物の外見を持った亜人がおり、人間から差別を受けている。地界のほかに天界、魔界が存在し、神の存在も示唆されている。

## ストーリー
童話「桃太郎」の舞台「日本」から少し離れた西の大陸。そこには人々を脅かす鬼や魔物が跳梁跋扈していた。ある平和な国のお姫様サルトリーヌ・アルダレイク（通称サリー）は一人の旅人キビツミコトと出会う。サリーは彼との出会いを契機に旅立ち、外の世界で様々なことを知っていくのだった。
アルダレイク
田舎だがとても平和な国、アルダレイク。外の世界にあこがれる姫サリーは、日本から来たという少年ミコトと出会う。外の世界の話を聞きながら案内をしている中、猛鬼と画策した爺鬼が鬼が食すための生贄を出すよう王を脅迫していた。
西の森
リムダールが消滅し途方にくれていたサリーたちは、ホーソン隊書庫警備のレベッカの情報で西の森の魔女を訪ねることにする。西の森で修行しながら、領土問題でお互い嫌悪しあっているエルフや爬人と関わっていく。一方、皇鬼の計画でシスターミリアも西の森にやってきていた。
リムダール
アルダレイクから旅立ったサリーは行き倒れている卯人フラウと出会う。亜人の差別を目の当たりにするが、フラウと行動することを選ぶ。亜人と行動していることでリムダール国の騎士団に目をつけられ、その後魔物殺しの情報提供のためリムダールに招待される。一方そのころ、リムダールを攻め落とすため二匹の高鬼が近づいていた。
バルクェンド
サリー一行で雑魚扱いされるホーソン。人間を理解しようとするチュウ君。ミコトと旅を続けるために金が必要なミリア。それぞれの理由をもち、バルクェンドの武術大会に参加する。
日本（ミコト回想編）
遠い東の国、日本では桃から生まれた青年、吉備津彦尊が鬼の巣鬼島の首領を退けた。平和になったある日、人間に紛れていた鬼が自分を殺してほしいと懇願してきた。食人本能を抑えられずに妻を食べてしまい、息子を食べる前に殺してほしいという。それに応じた彦は、その鬼を望み通り殺してしまう。その後、引き取られた鬼の息子が迫害を受けているのを目の当たりにする。鬼の子供を引き取り幸せに生活している中、日本に鬼神が上陸する。
レジェディア
サリー一行は人と亜人が共生している王国レジェディアを目指す。
アルメニア道中
鬼神ダルスが死に、新しく剣神鬼ミドルが誕生する。ミドルの票により鬼神は和睦の道へ進むことがきまる。そこで、和睦最大の障害桃太郎と全員で衝突する。
鬼の国
鬼の秘密を知るために鬼の国に来たクロウ一行。鬼神シャシャヤを交えて殺戮派と和睦派の争いに巻き込まれていく。
アルメニア王国
ミコト達と合流したサリー一行は、サリーの故郷であるというアルメニアにたどり着いた。アルメニアでは、サリーやミコトと同じ力を持つ少年が鬼達と戦っていた。

## 登場人物
声の項はテレビアニメ版の担当声優。

### 主要人物
サルトリーヌ・アルダレイク（リメイク版ではサルトリーヌ・アルダイク）
声 - 白石晴香
本作の主人公。16歳の少女。金髪でよく可愛いと言われる容姿の持ち主。田舎の平和な小国の姫だったが、ミコトや鬼に影響され旅に出る。
何の力も無い少女であったが、リムダールでセトと対峙した際に桃の目の力に目覚める。力を発揮している間は、努力して強くなった高鬼の一撃ですらかすり傷ひとつ追わない。両目を開眼すると、物理法則や概念に抗うことができる。
旅を始めた当初はただミコトに会うためだけに旅をしていたが、行き倒れの亜人フラウと出会い差別を目の当たりにし、リムダールで元鬼であるキャロットと会い解り合えることを確信してからは、人・鬼・亜人などの仲を「妥協させる」ことを目的としている。
周囲からも言われ、本人も自覚しているが、その意志はかなり薄っぺらく矛盾も多い。亜人と人の結婚に抵抗を感じたり、初期には鬼を殺すときに高揚感を覚え、無意識に笑いながら殺していた（のちにチルディの意思だとわかるが）。
わがままな性格であり、何かを命令するとき「姫命令」が口癖。明るく無防備で優しい、ごく普通の少女でもある。他の人間たちに比べ、亜人や鬼に対する偏見や差別意識自体はほとんどない。基本的に戦闘を好まず、まず話し合いで解決しようとするが、上手くいかないことが多い。姫だったので、ミコトと会うまでは友達がいなかった様子。性知識はほとんどない。
絵が上手いと自称しているがお世辞にも褒められる腕ではない。初期と比べかなり巨乳になっている（1話の時点では真っ平らだったが、以前はサラシを巻いていたとは語られている。また、リメイク版では最初から巨乳として描かれている）。
ミコトに惚れている。当初はミコトの旅について行きたがっていたが、現在ではミコトの方が旅の仲間になって欲しいと思っている。
なお、サルトリーヌという名前はばらしてみると猿、鳥、犬と桃太郎のお供の動物に分けることができる。
チルディ
サリーの脳の使っていないところにいる、潜在的な別人格。本名はキンディッシュ／チャイルディッシュネスで、どちらも異なる言語で幼稚という意味。記憶を共有していないので、二重人格ではないらしい。自身のことは本人もよくわかっていない。
サリーの力のストッパー、アカシックレコードに干渉できる。サリーのバックアップであり肉体を精神体ごと再生できる。桃の目を使うことに無意識に大きなストレスを持つサリーの代わりに、表に出る存在。サリーが力を強く求めるほど、よりしっかりとした人格として現れる。サリーと違い、力を使うことに強い快感を感じる、真性のサディストである。サリーのことは「サリーちゃん」もしくは「ご主人様」と呼んでいる。

キビツミコト
声 - 東山奈央
日本から来た少年。桃太郎、魔物殺しと呼ばれる（後に鬼狩りともいわれる）。物語当初は14歳、現在は15歳の少年で、黒い長髪の中性的な容姿。前髪の一房が触角のように立っているのが特徴。たまに女の子に間違えられる。リメイク版では中性的な顔立ちと華奢な体格がいっそう強調されており、女性に間違われる頻度が増えている。
鬼と人のハーフ。吉備津彦尊に育てられる。吉備津彦尊に強く依存しており、吉備津彦尊が鬼神ノブレガに殺害されてからは鬼を強く憎むようになった。鬼を皆殺しにするための、復讐の旅をしている。
表向きは冷静沈着で物腰は丁寧だが、残忍であり対峙した鬼はほぼ殺している。その際は異様にハイになり、無垢かつ残虐な笑顔を様々に変えながら戦う。殺す対象は鬼だけに留まらず、魔物を殺してきた描写もある(食料にしたり路銀に換えたりしていた）。
仲間（犬、ミリア等）に対しても若干サディスト気味。
刀一本で素早く切り込む戦闘スタイルであり、鬼砲を切る、弾丸を弾く等のチートじみた使い方が出来る。鬼としての吸収の力で、鬼砲を吸い込むことも出来る。身体が頑丈なこともあって、多少怪我をしても気にしない。彦から与えられた桃の目の力を使うことが出来るが、自身の体自体が半分鬼なので、使うたびに体が壊れて弱ってしまう。
子供の姿をした角の折れた鬼を殺す事には抵抗がある。
常に大人びて達観しているように見えるが、その心の裏には、父親が母を食う様を見たことからの、自身にまだ芽生えていない鬼の本能への恐れ、過去に鬼として迫害されたことからの人間不信、それらからなる人間関係への絶望と自己破壊願望、彦を失った事からの強い孤独感、といった幾重もの苦悩を抱えている。
当初は、柔和な笑みを絶やさないようにしていたが、サリー、ミリア、鬼や人と関わっていくうちに葛藤し、怒りや絶望や焦り等、様々な表情を見せるようになっていく。
サリーが旅に出てからは、時々サリーに会うようになる。時に助言し、たまに叱咤する。サリーに仲間に誘われる時もあるが、その度に逃げ出している。
本人曰く「（刀がなければ）ただの生意気なガキ」。ホーソン曰く「（素は）ひねくれた子供」。
ホーソン・グラトール
声 - 増田俊樹
元リムダール騎士団連隊長。両親を亜人に殺され、亜人を憎んでいたが、サリーのおかげでフラウを初めとし、亜人にも徐々に心を開いて行った。
両親を殺した亜人を追いかけたどり着いた西の森でウィニーに育てられた。成長し、一般の騎士団入団試験で試験官を打ち負かした。その後三ヶ月で連隊長になり、亜人の捕縛部隊に志願した。同時に両親が殺されたときに剥奪されていた爵位を取り戻した。
サリーとフラウを捕らえようとしたが、彼の隊をフラウが返り討ちにしたため、客人としてリムダールに連れてきた。
リムダールは蒼面鬼の鬼砲により消滅するが、サリー達を追って城の外へでたため命拾いした。
西の森でサリーに剣術の稽古をつけている中で油断し、考え事をしているときに、サリーに頭に一撃入れられ気絶する。その際に頭蓋が砕け、ウィニーによって修復、改造され、頭にアンテナがつけられた（ウィニーと通信、魔法の受信、視界ジャックが出来る）。
轟鬼との戦いでは、圧倒的な実力差があるにもかかわらず、彼とマトモな戦いを行い、ウィニーの助力と、フラウの「エア」のおかげではあるが、勝利を収めた。
ジュセリノと仲がよく、一時彼女が鬼神だと知ったときは彼女を恐れ傷つけてしまったが、その後和解した。
今も昔もいじられキャラで、常に一行の中では最弱である。仲間からも「糞弱い」などとよく言われている。初期はセトに「倒せても低鬼」と言われていたものが、後の未鬼の評価では一般的な中鬼より少し強い程度になっており、成長している。また、一行の中では最も常識人で年長者らしく、関わった人や鬼に的確な意見や助言を与え、一目置かれることもある。むしろジュセリノ、忠鬼、未鬼、滅子など鬼サイドからは一目置かれている。
名前はローソンでグラタンを買った時に話を思いついたかららしい。作者曰く「男はどうでも良い」との事。
フォーリン
ホーソンがレジェリアで、お茶会に忍び込むために女装した姿。ウィニーが作った性転換薬を飲み、三日間女になった。なお、その薬はウィニーがふたなりプレイを楽しむための物であったために男性器は付いたままだった。

フラウ
声 - M・A・O
名前の由来は「風来坊なウサギ」を略したもの。元ネタはセーラー服とうさぎということでセーラームーンとされている。
ワールドイーター
別次元に住む生物。天界と魔界の戦争にかかわり、その際に魔王を殺し名前ごと食べた。転生した後で抜け殻となった肉体は、皇鬼によって精神体となったオグの器に使われた。
卯人
300年前に転生した姿。14歳。趣味でセーラー服を着ている。旅に出たサリーが初めて出会った仲間。やけに強い。短い言葉で意思疎通をする。マイペースで笑った目が可愛い。ニンジンが大好き。
セーラー服は、まだ「ワールドイーター」で天界にいた時にウィニーが予知した未来で見たセーラー服を気に入ったため、天使のキャルロットに作ってもらった（後にマフラーももらった）。また、「愛してる」という言葉も彼女が教えた。
転生した魔王に食べられたが、チルディの概念干渉によって助けられる。その際、魔王に関する一切の記憶を皇鬼によって消される。
キャロットの名付け親。この名前にはルーンがついており、キャロットが危機に瀕したとき魂にあわせて肉体を変質できる。しかし肉体が変質するたびに魂は劣化する。
卯人の姿のときの性別はまだ明かされていない。作者曰く、考えていない。

キャロット / 眼鬼（めき）
声 - 戸田めぐみ
元は鬼神ダルスに造られた鬼。性別は女性。8歳。物腰は丁寧で少し毒舌。幼い姿に似合わず巨乳で実力は本人曰く「高鬼の中で中の下」。戦闘では空中に目玉を浮かせ、鬼砲と仙道を織り交ぜて戦う。技の性質上接近戦はやや苦手。
セトともにリムダールを攻めた際、ミコトに角を折られ鬼の力を失った。生き残るためにサリーを利用していたが、吸血鬼の影響で意識が変化する。角が折れた後も、仙道と理合を利用する事である程度の強さを維持している。
仲間内の仲は良い。その中でもフラウとの仲が良く、名前をつけてもらったり(ルーン付)、共に寝たりと、よく一緒に行動している。
一度見た技を覚えたり見切ったりすることができ、吸血鬼の合気道を覚え、ミコトの剣を見切っている。
レジェンディアでダルスに元の姿に戻され、一時はサリーと敵対した。サリー達との記憶は失ったと言っていたが、実際はどこかで覚えており、葛藤して苦しみながらミコトと再戦。戦いの最中ひどく取り乱している様を見たミコトに、再び敗れて角を折られ、キャロットに戻る。
未鬼を信用していない。
ミリア / 髪鬼（はっき）
声 - 峯田茉優
一人称が「拙者」のシスター。ミリアというのは従順ではないという意味。
ノブレガが、露払いとして使うために創った中鬼。最初はノブレガの事をおやじと呼んでいたが、パパ様と呼ぶよう求められ結局おじきと呼ぶようになった。
髪鬼という名前があるが、どんなに実力があっても中鬼に種族名が付かないことに憤りを感じた本人が、勝手に名乗っているだけである。元鬼だが、昔コンプレックスである名前を変な考え方をする鬼という理由で『変鬼』という名で馬鹿にされたため、一緒に戦っていた高鬼を殺した。その時に角が半分折れ、力が半減した(本人はこの結果に、自分は負けたと思っており、この後逃げ続けなくてはならなかったことをたいへん惨めに感じている)。
それから鬼に追われるようになったが、皇鬼に拾われブレーメンのペテロ教会にかくまってもらい、吟響鬼と共に過ごしていた。皇鬼に文字、魔術、教養を教わった。そのため彼を敬愛している。なお、シスターなのは修道服で角を隠すため。
角が無くなった後も修道服を着ているのは、皇鬼に修道服を着ているからこそミリアなのだといわれたため(実はミリアというのは訛った発音であり、別地方だとその名前の発音は『マリア』になる)。
一応は修道女としての知識や心得を持ち、食事前に祈りをささげたり、聖書の朗読と説法、懺悔を聞いたりもする。
自他共に認める戦闘狂。サリーに戦う理由を問われた際は、戦いたいから戦うと答えている。鬼であったときは、国力の強い侵略国ばかりを攻めていた。本能のまま殺してきたわけではなく、戦闘狂ではあったが殺す相手は選んでいた。きっかけは何も考えずに人間を殺すのが退屈で、人を殺す理由をノブレガに尋ねたことで、ノブレガは「ペストコントロール」だと答えたが理解できなかった。他の鬼とは違って馬鹿なのだから自分の納得するものを探せといわれ、自分というものを考え始めた。その際、自分がほしくなり髪鬼と名乗り始めた。この時はまだ胸の大きい、若い女性の姿だった。
本能以外に人間と相容れないと思うようになったきっかけは、ペテロ教会にいた時にうまくやっていけると感じた人間の友達の事件である。教会の支援者が支援を打ち切らないことを条件に修道女に身の回りの世話を要求し、ミリアと仲のよかった修道女が教会の人々が飢えないようにと神父の制止も聞かず名乗り出た。彼女を連れ戻そうと支援者の家に忍び込んだ際、彼女が襲われそうになっているのを目撃し、支援者を殺して救った。その際、心から救いたいと行動したが鬼であることがばれ、彼女に拒絶されてしまった。ペテロ教会にいた者たちは戦争孤児で親を鬼に殺されていた、その経験から鬼と人の共存を認めたくない気持ちが強いようである。
補助魔法が得意で西の森に封印されていた樹鬼を復活させた。スメラギの命令で動いていたが、強い相手を見つけたら命令より戦うことを優先することもある。角が半分の身でありながらフラウと互角の戦闘をした。サリーとの戦闘を経て、わき腹に消えない傷をつけられる。
その後一時記憶喪失になるが、チュウに殺されかけて記憶が戻る。残った角を自分で引っこ抜き、その場にいたミコトに命乞いして助けてもらった。その後は成り行きで、ミコトと共に行動している。
食欲が旺盛で食費がかなりかかるため、ミコトに皿洗いとして働かされる。その後、自分で食費を稼ぐために賞金目当てで、モンクとしてバルクエンドの格闘大会に参加する。角を失っていたが、首を吹っ飛ばすつもりで魔力を放出し殴れば人間を気絶させることが出来、勝ち上がった。
皇鬼の下にもう一度置いてもらうために、レジェディアでクロウと皇鬼が敵対した際には皇鬼に取り入ろうとした。しかし、冷たくあしらわれる。
ドメニカの思考を読み取る能力により、皇鬼に主従関係以上の感情を向けられていることが判明している。それは、愛しい者へ向けられる感情だが、その感情はミリア自身へ向けられたものではなく、誰かと重ねている。クロウいわく似ていなくもない。
皇鬼に教わった知識で、地界の住人ながら天使の力を練り上げる技巧を持っていて、完璧に制御することが出来る。
現在はミコトと犬と行動中。作中ではかなり頭がいい部類だが、戦闘好きなのでアホの子に見られがち。レジェディアでは住人が国を捨てて移動したのを神隠しと思い込んだりとどこか抜けたところもある、犬いわくわかっているようでわかっていない。
劇中でサリーの目を初めてケツ目と呼んだ人物。
クロウ
本人の前ではそのような素振りを見せないが、フラウが大好きな変態（フラウには気づかれている）。
一人でいることが多く、人付き合いが苦手なイメージを持たせる事も多いが、別にコミュニケーション能力がないわけではない。むしろ一行のリーダー格。
魔王クォーヴ
魔王時代はフラウ（ワールドイーター）と互角の実力を持っていた。天界ではその名を呼ぶと呪われるとされ、今でも名を声に出すことは禁止されている。
天使との戦争には参加せず、魔族を暇つぶしに殺すなどして遊んでいたが、天使に押され始め参戦を決める。キャルロットを殺害した後、魔界と天界をつなぐ獄門を壊そうとしてフラウに食べられた。
フラウに食べられた際に肉体と一緒に名前ごと食べられ、本人は発音すら出来なくなった。オグが滅子を生み出すときには、その肉体が材料にされた。
天使と魔族のハーフであり、アトラとは再従兄妹にあたる。
卯人クロウ
魔王が転生した姿であり、黒い卯人の姿をしている。
名前を取り返すために皇鬼の協力を得て、フラウを襲いその肉体を食べることで名前と魔王の肉体を取り戻すことに成功した。
さらに、鬼の角を食べて鬼の力をも手に入れていたが、チルディによって倒されたのち、概念干渉によってフラウを取り出された。
新しい名前を作れば、また魔王に生まれることも出来、魔界で十分に力をつけてからならチルディにも負けなかった。しかし、またフラウに名前を呼んでもらいたいがために、あえて転生し卯人の姿になった。
現在は、肉体はただの卯人となり、轟鬼、惰眠鬼らと行動している。最初は失恋旅行のつもりだったが、和平を実現させる事でフラウ惚れ直してもらう事を目的とするようになる。

ウィニー・エメクス
声 - 戸松遥
西の森に住む魔女、普段は何を考えているかわからないが根本はツンデレである。見た目は若いが、数百年生きている。
魔女の里の名家、エメクス家で生まれエリートの道を進む。人間に人海戦術で里を滅ぼされ、当時最強と言われた魔女サクヤ・ビットレントに拾われる。ビットレントの弟子となりさまざまなことを教わる(主に床上手になる方法とショタの魅力)。
唯一人間が生き残る未来を予知した人物。先の天界と魔界の戦争では、主犯であるカーボスの母親を殺している。
各地で魔女を受け入れられず転々としていたが、ホーソンの祖父に酒場を開くように勧められ酒場を始める。ホーソンの祖父とは恋仲であり(ウィニーにとっては初恋)ホーソンはウィニーの孫に当たる。
色欲が強く、レベット、惰眠鬼と性的な関係を持っている。二人からわかるように少年趣味である。
サリー達の旅にはついて行けないが、何か手伝いたいという思いから、勝手にホーソンの頭を改造した。
犬
声 - 斉藤次郎
かの有名な吉備団子に釣られた犬。人語を解し、話す事も出来る。吉備津彦尊に拾われ、ミコトに受け継がれ今に至る。
名前はなく、ミコトからは「犬さん」と呼ばれている。ミコトからよく邪険に扱われるが、それでも常にミコトを心配している。
グレゴリの堕天使が転生した姿。この姿で箱舟に紛れ込んだ。未鬼の銃弾からミコトをかばい死にかけるが、ミコトに天使の力を吸収され復活した。

### 人間
ドメニカ・ネル・レジェディアン
レジェディア王国の第三王位継承者。戦いや差別を嫌い、戦争を止め、亜人達との共存を推し進めた。国民からはその実績から圧倒的な支持を得ている。しかし、貴族階級や姉のマジモからは、生い立ち・政策などの面から疎まれている。
実は王家の者ではなく、鬼神ダルスと人間のネル・ゾンダークの間に生まれた子供。レジェリア軍の連隊長であるロクサナとは、異父姉妹。
レジェリア国王はダルスに国を滅ぼされる事を恐れ、彼女の政策には全て賛成、または黙認した。理想を追い求める発言をする反面、カーボスに戦争に利用出来る鬼を作り出す実験を行なわせたりもしていた。また、国を強くする事を望み、無能な人間に強い憤りを感じていた。更に、いけないと分かりつつも、人の死を見ると心が躍ったとも言っている。
宗教国家ダルスとの戦争前に、生まれた時に折られた角をダルスに戻してもらったため高い戦闘力を持つようになる。
ダルスの娘のため、作者によればダルスと同じ力を持っている。戦闘では自らの鬼力の質量を変化させ、それによって生じる引力を利用し戦う。鬼力の質量だけでなく、剣など別の物質の質量も操れるようで、それを利用しサリー（チルディ）を吹き飛ばした。
サリーと戦い彼女を追いつめるが、最終的には角を取られ敗北。その後、城から飛び降り自殺した。死んだ後、天界には登らず魂の状態でクロウ達と行動をともにすることになった。
元々洞察力が高かったが、死後に人を知ろうという欲求が芽生え始め、人の表情仕草等で相手の感情はまだしも思考まで読み取れるようになった。その能力でスメラギのミリアに対する感情や、クロウの思い人を言い当てている。
鬼の子供であるが故に原罪を持っておらず、その魂を皇鬼に狙われている。
マジモ・エヌ・レジェディアン
ドメニカの姉で40歳。レジェデリア王国の第二王位継承者。ドメニカにあらゆる面で劣っているというコンプレックスから彼女を嫌っている。
ドメニカに不満を持つ貴族階級と手を組み、さらに宗教国家ダルスの力を背景にクーデターを起こすが、逆にサリーに捕らえられた。その後、国を売ったスパイという罪状でドメニカに殺される。
名前は「まじ萌えぬ」から取られている。その名前の通りの顔をしているが、やたらと顔がアップで描写され、そのたびに兵士などから「どアップはおやめ下さい」と言われている。挙句には死亡した際も「どアップになるから」と言われ、その後も天界でノブレガ達を恐怖させ、アトラには魔族が攻めてきたと勘違いされた。
転生する際、昔から憧れていた渡り鳥に生まれることを選ぶ。
裏方雑用
物語のいたるところに紛れているキャップ帽を逆さに被ったおさげの日本人少女。特に物語に絡む部分はない。
その正体は、2ちゃんねるのスレで立てられた裏新ジャンル「裏方雑用」というキャラである。
今まで登場したのは
- アルダレイクの門番
- リムダールの近隣の国でたまたま遭遇し、キャロットに服を提供する
- カラオケ屋の店員
- レジェディア近隣のラーメン屋台

ロクサナ
レジェデリア王国軍の連隊長で、女の身でありながらかなりの実力を持ち、ホーリーランスを軽々と振り回す。かつて戦いの中でドメニカに命を救われている。
実はドメニカの父違いの妹。娼婦であった母から「鬼との間に生まれた姉がいる」という話を聞かされていた。
レジェディア戦争時、城にてドメニカを守る為にサリー達の前に立ちはだかり、ホーソンと一騎討ちになるが、ホーソンの奇策により敗れる。貴族になることに憧れており、そのために騎士になった。また、戦う以外の仕事では無能だと自ら語っており、盗賊と間違えホーソンを昏倒させたり、ジュセリノとホーソンの関係をいかがわしいものだと勘繰っている。
ネル・ゾンターク
娼婦でドメニカの母。鬼神ダルスを金持ちの客と勘違いし関係を持ち、わずか三日でドメニカを妊娠した。
橋の下で暮らしておりその境遇からドメニカには富と権力を与えられたらと考えていた。その後は別の国で家庭を作り、ロクサナを産んだらしい。
カーボス・ビットレント
ウィニーの最初で最後の弟子の魔女。魔力の質は澄んでいて綺麗。フラウの事を「おにいちゃん」と呼び慕っている。天界でフラウの一物を見て、もらした尿をフラウに飲まれたことで、責任を取ってもらおうとしていた。
昔おねしょを錬金処理(実際は変態に売られた)されるなど、ウィニーとの生活に苦を感じているとき、親を殺されたことを知りウィニーの官能小説『ショタ狩りシリーズ』を捨てて逃げ出した。
各地を放浪した末にドメニカに必要としてもらった上に、侯爵の爵位まで与えてくれたドメニカを敬愛している（侯爵は、一般的には公爵に次ぐ上から二番目の爵位）。
極度のウブで、男性器を見るとひどく取り乱して泣いてしまう。レジェディアでは魔法で熟女の姿をしていたが、実際の姿はまだ幼女。
サクヤ・ビットレント
魔界と天界の戦争を起こした魔女。ウィニーの師匠。
魔族を率いて、天界を滅ぼしかけた。天使長ウィタスラよりも強い。
ウィニーに殺された。死後、天界でウィニーにカーボスの世話を任せ育てさせた。
今は転生して怨神鬼/シャシャヤとなっている。記憶はないが性格はそのまま。
吉備津彦乃尊
声 - 森川智之
初代桃太郎。犬の回想を見る限り、どこかぬけていてお人好しな性格がうかがえる。
日本に住んでいて、桃につめられて川に流されていたところを、老夫婦に拾われ育てられた。
日本国内にいる鬼を鬼が島まで攻め上がり滅ぼした後、鬼と人間のハーフで虐められていたミコトを引き取り育てる。
国内の鬼を滅ぼしたため、爺鬼に呼ばれた鬼神ノブレガと戦った。ノブレガに一矢報いるも実力差から完敗、息絶える。
死後天界でノブレガと和解し、遊戯王や料理対決などをしていた。ミコトの復讐をやめさせるために、滅子に復活させられミコトに復讐をやめるように諭した後で天界に戻る。
ミコトの歌う外国の歌に聞き覚えがあったことから、出自は日本ではない模様。
アルメニア大王
アルメニア王国で鬼と戦っている少年。数年前にサリーと同じ桃の目の力に目覚め、その力で鬼を倒したため、アルメニアの王に担ぎ上げられた。親の話によれば、桃の中から生まれたらしい。
何度も戦いを挑んでくる竜城鬼に一方的に好意を寄せている。
本人曰く、彼の力はサリーやミコトには及ばないらしい。
ベレット／レベッカ
声 - 天城サリー
リムダール国、ホーソン隊の兵士。書庫の警備係を任されていた。
リムダール国が、蒼面鬼に滅ぼされる前にウィニーのテレポーテーションで助けられた。
今は西の森でウィニーと生活している。夜の酒場の手伝いをすることで、今は経営していない宿の一室を貸りている。
国がなくなった今でも剣の修行は欠かさず、毎日素振り1000回、ランニング、腹筋背筋腕立て100回ずつを3セットこなしている。
いつかは、どこかの国で騎士になりたいと夢見るがウィニーを一人にすることに抵抗を感じている。
マルヤ・グラトール
ホーソンの祖父。物事を勝ち負けで捉えることが多い。金髪でいろいろと出ている女の子が好み。
トム／ジョン
ウィニーに瞬間移動の魔法で助けられるが店番をしているうちに逃げた。
ジェフ
ウィニーに助けられるが、助けたから働けと労働を強要される。その後、過酷な労働から逃げる。
ゲイツ
レジェディア国、ロクサナ隊の兵士。
尻で人を判断する。その力でチュウがミドルということを見破りロクサナ小隊として共に戦った。
バルサス・ミコス
声 - 鷲見昂大
バルクェンドの武術大会でホーソンと戦い敗れた大男。斧を武器としている。ホーソン曰く、｢姿勢は良かったから木こりか何か｣。
轟鬼がホーソンを襲った際に雷に当たり死亡した。
フリコーメ
マジモにしきりにアップはやめろと言っていた。その時はシルエットであったが後にクロウがやってきた賭場に現れる。
アルダレイク王
声 - 塾一久
サリーの父。散髪がうまい。
サリーに対して、たとえ危険でも自らが好きな物を選ぶ事を、腐ったパンに喩えて教えた。
レジェディア王
ドメニカの父。病気を患っており未鬼が医者として看ていた。ダルスに国を攻めると脅されドメニカを預かる。
ドメニカを恐れており、接触すら持とうとしなかった。
バルクェンド王
格闘大会を開く格闘好き。サリーいわくいい王ではない。
襲撃してきた鬼を討伐するために大会参加者に協力を願った。なかば賞金で釣った形。
リムダール王
国を守るためならかなり強硬な手段もとり、角が折れた眼鬼をかばったサリーたちも牢屋に閉じ込め、処刑しようとした。
ケネス
声 - 田澤茉純
クッキーを焼くえらい子。鬼が滅ぼした国の難民孤児で教会で世話をしている。蒼面鬼に食べられて死亡。
ジョン
皇鬼が巡回牧師をしていた協会にいる。年齢不詳
エディ
協会にいる。皇鬼とケネスとは仲が良い模様。

### 鬼
本能から人を食らう「悪意」を集めて作られた存在。人の悪意を集めたものは人型に、物の悪意を集めたものはその物の形をした「亜鬼」になる。ここで言う鬼の角とは、実際に頭に角がはえるものもあれば、違う形で保有するもの、体内に内蔵しているものと形状は限定されていない。角が折れると、姿が人間や動物のものは、そのモデルとなった生物になる（ただし体は鬼の体のまま）。伸鬼のような鬼はどうなるか不明。
器は魔族の死骸を直したもの、魔族の魂を肉に変質させたもの。人の怨念を集めて作られており、生まれたときから人間を憎んでいる。この人間を憎む殺戮衝動の事を、「本能」と呼んでいる。角には鬼力が宿っているので、角だけ戦力強化等の理由で使われることもある。
鬼の階級は大まかに、高鬼・中鬼・低鬼に分かれ、また階級によっても上中下と細かく分かれる。戦闘力の目安は、未鬼曰く「低鬼が100、中鬼が600、高鬼が2500ぐらい」らしい。しかし、中鬼でも努力や能力しだいでは高鬼に勝てるものもあり、大まかな目安に過ぎない。中鬼以下の鬼は名前をつけることは禁止されている。また、人型の鬼は高鬼でも種族名以外の名前をつけることは悪法とされている。しかし、勝手に名乗っているものは多くそこまで厳しい縛りでもない。
老いて力の落ちた鬼は、普通隠れ住んで生涯を終えるものらしく、元から爺の姿の爺鬼と老いによって力の落ちることのないダルスを例外として、年老いた鬼は基本的に表に出ない。
死後は魂が転生しにくく、地縛霊になることが多い。
人型をしている鬼でも、寝起きや排泄等の生活習慣自体が人間とは違う様子（基本的に暴力で解決しようとする、平気で全裸で寝る、下半身丸出しにされても動じない、性欲がない等）。

#### 高鬼
未鬼（ミキ）
高鬼最強の鬼、自分を生み出した鬼神を殺している。マゾ。本人曰く「ある程度の未来を知る事が出来る因果律から生まれた」違う次元の未鬼の同位体が味わったことを、アカシックレコードがイデアに伝達することで共有できる。
自身と人間が滅びない未来に向けて様々な事を企んでいる。彦に鬼神を倒す可能性を見ていたが、不可能だと悟りミコトを利用する事を考え、彦と会うきっかけを強引に作った。ミコトに復讐の旅を始めさせた張本人とも言える。
鬼にもかかわらず角も鬼力も無く、サリーの目も反応しなかった。本人曰く、人間とほぼ同じ価値観を持っているとの事。
人間が滅びない未来を予知した魔女の情報から、ドワーフに作らせた自動車や拳銃、マシンガン、スタングレネード、スタンガン、手榴弾等を所持している。使用している銃弾は、対鬼用の魔弾であり、それを使い自分を産み出した鬼神を殺している。また、手榴弾と魔弾を使いミコトを追い詰めた。
鬼の洋服や道具を手配している。黄面鬼の人型のデザインをしたのも彼である。
レジェンディア王国には、医師「ドクターミッキ」を名乗って潜伏していた。
狂王鬼
高鬼第二位。性別は女、好きなものは本、滅子のことはデブだと思っている。アホの子だけど遊鬼ほど馬鹿じゃない。
和睦派の過激派で殺戮派の鬼を殺している。武器は全長14メートル・重さ2トンほどある剣、「砦崩し」。
かつて親しい鬼を捕食しようとしたシャシャヤを、倒したことがあるため鬼神並に強いと言われている。
ドメニカと友達になり、「キョーさん」という愛称で呼ばれている。フードとスカートで隠れているが、実は犬耳と犬の尻尾が付いている。
竜城鬼
高鬼第三位。アルメニアに棲まう、長髪の女性の姿をした鬼。かつては数千の部下を従えていた。
アルメニア大王に情けをかけられ、命を救われたことを恥辱と感じた彼女は、大王に何度も戦いを挑む。しかしその度に仲間を次々と失い、今は彼女一人になってしまった。
大王に復讐するため、死を覚悟の上で皇鬼から与えられた鬼の角を取り込んだ。
皇鬼（スメラギ）
声 - 平川大輔
高鬼の中でも上から数えた方が早いほどの実力者。鬼砲を使うため鬼力は存在するようだが、なぜかサリーの目には反応しない。初めのころは巡回牧師をしており、孤児の面倒を見ていた。ミリアの師匠でもある。殺人は嫌いらしい。
鬼と人間との和解を最初に言い出し、それを主導する形を取っている。またサリーにもその旨を伝えているが、裏では別の思惑がある模様。
アルダレイク、リムダール、西の森にて、サリーに鬼をけしかけた張本人でもある。ミコト曰く「サリーのストーカー」。
魔王であったクロウとも面識がある（かなり嫌われている）。また、自分の目的のために原罪のついていないドメニカの魂を欲している。
見た目に反してかなりの年齢であり、天界にあった本から1000年前には既にいたと考えられる。
堕天使であるオグに、魂が転生し抜け殻となっていたフラウの躯を与えた。
元グレゴリの一員であり、アザゼルと呼ばれていた。
本人曰く｢天界との門はもう開けないが、魔界の門は開くことができる｣。
牛鬼
顔は牛、体は人間といったミノタウロスのような風貌をしている。体はかなり大きく人間の十倍ほどである。
大陸西あたりを縄張りとしていたが、ミコトによって、その部下のほとんどを殺されている。
必殺技はマッハミルキング、高圧縮した牛乳をウォーターカッターのように飛ばす。この技からしてメスである様子。
蒼面鬼（そうめんき）
声 - 岩澤俊樹
ホーソンの故郷であるリムダールを鬼砲一発で消し去った高鬼。ジュセリノに造られ、彼女を尊敬しているようだが、空回りし本人からはうるさいと言われている。
皇鬼と行動している際、ミコトに出会うが身体をバラバラにされ敗れる。が仮面さえ割られなければ不死身、皇鬼に首だけの姿を利用されたあとジュセリノに直してもらった。
彼が作られた理由は、皇鬼がジュセリノに「人を殺す鬼を作らないと、他の鬼に嫌われる」という旨を伝えたからである。
皇鬼や未鬼曰く「妙なところでツンデレ」。
紅面鬼（こうめんき）
ジュセリノと常に一緒にいる高鬼で普段は面の状態で彼女の帽子に付いている。
ジュセリノが自分と遊ぶために造った鬼、人間に対して使ったのはミコトが初めて。その際にはかなりサイズを抑えたらしいが、それでもミコトが今まで見た中で一番大きいサイズだった。蒼面鬼同様、ジュセリノを敬愛し溺愛している。
普段猫の鳴き声で鳴くが猫ではない。犬が苦手。
紅面月鬼（こうめんげっき）
レジェリアで最大サイズになった紅面鬼、月ほどの大きさだった。
星を破壊した後、この鬼の上でジュセリノが生活する予定らしい
紅面鬼を最大サイズにする際、ジュセリノが注ぐ魔力は天使の上位三対に匹敵する。
ジュセリノに体に大穴を空けられて面に戻った。

黄面鬼
声 - 鳴海崇志
結界などの扱いに長けた高鬼。上記二体に比べると、割と冷静な性格。ジュセリノに心から笑ってほしいがために結界で皇鬼を足止めし、ホーソンをジュセリノのもとへ向かわせた。その結果皇鬼の怒りを買い殺された。
後にジュセリノが壊れた面を見つけ、滅子の「過程及び結果の無視」で生き返らせた。また、前述の理由で戦いに負けたためジュセリノに戦闘を禁じられた。
当初は毛の無い獣の胴体に仮面を付けたような、何とも形容し難い見た目であった。だが、ジュセリノに戦闘を禁じられた後は可愛らしい女児の姿で登場しており、かなり印象が変化した。人間時の姿を考案したのは未鬼。
作者のブログから、作中に登場する鬼の中でもかなり高い鬼力を持つ事が窺える。また、滅子曰く「結構強い部類」。
吸血鬼（きゅうけつき）
声 - 三上哲
ノブレガが作った亜鬼で血を吸う鬼。300歳であり、鬼の角は牙。キャロットに殺すように頼まれサリーと戦う。理合や人間の動きを封じる魔法陣を駆使し、最終的に彼女を追いつめるが、力を一時的に取り戻したフラウに敗れる。
サリー一行、特にキャロットに大きな影響を与えた人物。生きてきた中、人間と暮らした時代もあったが、衝動を抑えきれず妻の血を吸ってしまい殺してしまった事から自分は人間と共生出来ないと考えた。
死後アトラに導かれ天界に行き、彼女の妹のステアになつかれた。また天使長ウィタスラにクロウが復活する際には監視を任された。
樹鬼（じゅき）
声 - 麦人
巨大な樹の高鬼であり、七十年前にウィニーに封印されたが、皇鬼の命令を受けたミリアが復活させた。再生能力を持つ。
サリーと対峙し、勝てないと悟りつつも戦い、サリーの剣によって真っ二つにされ敗北した。
敵ではあるが、多少なりともサリーの考えに影響を与えた。
セト
声 - 蓮岳大
ダルスに創られたセイウチの高鬼、眼鬼とともにリムダールを襲った。キャロット曰く「高鬼の中では中の中」
敵であるフラウを賞賛し、女で子供のサリーを苦しまずに殺そうとしたりと、見た目によらず性格は正統派の武人気質。
サリーを殺そうとした時、サリーが桃の目の力に目覚め、両腕を（リメイク版では右腕のみ）もぎ取られて殺された。死後、魂は鬼では珍しく天界へ行った。
遊鬼
自他ともに認める、「まじぱねぇ」高鬼。真性のナルシストである。
自分が目立つことばかり考えているが、回りへの気配りを誰よりもする。なぜならそれをかっこいいと思っているから。自らの格好良さを魅せるためならいかなる努力も厭わない。
キャロット曰く「ちょっと頭の弱い可哀想な鬼」。目立つためにサリーと戦うが、一発で吹っ飛ばされ星になった。が、何度でも現れる事からみてもかなりタフであり、実際にその体は筋骨隆々でいかにも逞しい（ただしﾅﾆは比例していない）。
共に行動している低鬼の小々鬼にすら「馬鹿野郎」と連呼されるような存在。だが、仲間への気配りを常に忘れず小々鬼がピンチに陥ったときは、自らの身を犠牲にすることも厭わなかった。
ミコトとは数回戦っているが、決着はまだ付いていない。
ジュセリノと皇鬼の発言を見る限り、初期は蒼面鬼よりも力が劣っていたが、遊鬼なりの「努力」で強くなっている。現在はクロウ達とともに行動している。
当初角は二本あったが、現在は一本である。前述の小々鬼を助ける際に一本折られた。また絵が上手で、料理もでき、歌も歌える。小々鬼曰く「器用貧乏」でノブレガが作り出した唯一の高鬼。
作中ではほとんど使われないが「遠近無視」が使え（本人曰く、｢インファイト好きだから使う機会がねえ｣）、9章ではさらに発展した「遠近支配」を使用し遥か格上の敵を撃破している（その際にもう一本の角も壊れてしまった）。
轟鬼（とどろき）
声 - 村井美里
雷を操る高鬼で、ウィニー好みのショタ少年。着物のかけ方が左前だが、わざとそうしているらしい。
体に常に電撃をまとっており、仲間と関わる事が出来ずにいたが、眼鬼に電撃を抑える帽子をもらう。
伸鬼・バスゥ・惰眠鬼とともに行動していた。眼鬼に好意を持っており、ホーソンに彼女が殺されたと勘違いし彼を殺そうとする。
ホーソンとの戦いに敗れた事で（ウィニーの助力と『エア』のせいだが）人間についての考えを改め、サリー達とは別の方法で鬼と人間との和平を模索する事となった。
後にクロウに、「とある◯◯」と同じように金属を加速させて飛ばす超電磁鬼砲を教えてもらい、実戦で多用するようになる。
現在はクロウ・遊鬼・小々鬼・惰眠鬼・吟響鬼と行動している。おっぱいが好き。クロウの毛並みの良さを気に入っている。
眼鬼（めき）
ダルスに造られた高鬼。セトとともにリムダールを襲った。
詳細はキャロットの項を参照。
絶鬼
想像を絶する鬼。ミコトと対峙した際に偉そうな口をきいていたが、一瞬で首を切り落とされ死亡。
ミコト曰く「想像を絶する弱さ」。
如鬼（にょき）
ダルスの作った高鬼、ダルス城の門番。
巨大な金棒を持っている。ミコトに首を切られて死亡、髪型は縦ロール。
雑鬼（ざっき）
ダルスの作った高鬼、ダルス城の門番。
ミコトに胴を両断されて死亡。
平鬼（へいき）
ダルスの作った高鬼、ダルス城の門番。
ミコトに首を斬られて死亡。人間がいない間城門の守護を任されていた。
惰眠鬼（だみんき）
声 - 田澤茉純
寝ることが大好きな、ニートの高鬼。一日の23時間50分寝ないと死ぬらしい。容姿からは判断がつきづらいが男。この鬼の角は物理的な物ではなく、その夢そのものである。
たまに起きていても戦う事はほとんど無い。敵意を持っている相手を眠らせる能力を持ち有効範囲は3kmで、最大級の睡眠呪文であり初見はまず引っかかる。バルクェンドで彼を起こそうとしたミコトは眠らされた。他人と夢を共有出来、眠らせたミコトの夢に出てきた。
その時は悪夢によってミコトは戦意を失ったので彼の勝ちと言えるかもしれない（逆にウィニーと夢を共有したときは、性的に食べられた）。
あまり起きている事は無いとはいえ、皇鬼に腹を貫かれた轟鬼や、ミコトに足を切られた吟響鬼を治してみたり、当時鬼神第五位のダルスと単独で戦い、ダルスの片腕を封じた上に、ダルス本人も数分眠らせたりと、かなりのハイスペックなキャラ。
とろそうに見えるが、ダルスでさえ見る事が出来ないほどの速度を出す事が出来る。クロウや、轟鬼達とともに行動（おぶってもらって）している事が多い。たまにいなくなるが、気が付くと戻っているので、仲間は気にしていない。
ザギゴに虚神鬼と呼ばれていた。
以前はネサルの部下だったらしい描写がされており、9章では共に行動し、ネサルの指示でジュセリノに夢を見せた。
鳥鬼 / バスゥ
声 - 相馬康一
轟鬼らとともに、バルクェンドに襲撃に来た鳥型の高鬼。フラウと戦い、ホーソンを助けるために焦ってに出来た隙を突き、鬼閃で吹き飛ばした。
それでフラウを倒したかに見えたが、アトラが彼の力の一部を戻し忘れていたため、彼のシッポに貫かれて死亡した。
水鬼
ダルスに作られた高鬼。若い女性。レジェンディアとの戦争の際は鎧を着て戦った。
戦争後は和睦派になり鬼の国で暮らしている。旅人に温泉を進める。名の通り、水を操れるらしい。未鬼コラムのファン。
龍鬼（たっき）
ダルス門の門番をしている高鬼。昔遊鬼とともに戦い、戦友として彼をかなり尊敬している。そのため遊鬼にはかなり腰が低い。
シャシャヤのことは顔が怖いから前々から嫌いだった。

#### 中鬼
忠鬼（ちゅうき）
声 - 八代拓
通称チュウ。ノブレガに造られた中鬼。皇鬼によって人間に関わるうちに、様々な変化が起こった。現在は鬼神。
詳細は剣神鬼 ミドル の項で。
髪鬼（はっき） / ミリア
詳細はミリアの項を参照。
伸鬼（しんき）
声 - 矢野正明
轟鬼らとともに、バルクェンドに襲撃に来た中鬼。中鬼である自分に分け隔てなく接してくれる轟鬼を慕っている。
キャロットと戦い、身体の特性を生かし善戦するも仙道で身体を貫かれ敗北、死に際に本音を『眼鬼』に話し逝った。
死後、魂は天界へ行った。

#### 低鬼
小々鬼（しょうじょうき）
遊鬼の相棒で、ザギゴに創られた低鬼。かなり小さく手乗りサイズ。よく遊鬼の頭や肩に乗っている。
遊鬼に対して口が悪いが、命をかけて助けてもらってからは彼に対する見方が変わったらしく、徐々に好意を抱くようになり、9章では両思いになった。
頑張れば遊鬼のが入ると思っている。たまに遊鬼の髪の毛を抜いてしまう。
轟鬼やキャロットになついているような描写がある。本人曰く「全ての鬼の中で一番弱い」。

#### 階級不明
餓鬼
声 - 間島淳司
ミコトの父親。食人本能を持つ。人を食らうために里にまぎれたが、人を愛するようになった鬼。
ミコトの母親を食い殺した後、頼み込んで彦に殺してもらった。曰く「本能には逆らえない」。
月神鬼によって産み出された。
ミコト
本名不詳、本人曰くかっこ悪い名前らしい。
月神鬼の持っていた吸収の能力が使える。角は父親が死んだ後、触角（にみえる髪の一房）の近くから生えてきてしまった。
相手の鬼力を吸収すると角が肥大化する。この角はノブレガ（声 - 武内駿輔）を倒した後に、自分で引っこ抜いた。
戦闘力に限って言えば（本来は）中鬼相当。とても頑丈な上、蹴りで低鬼程度なら殺せるらしい。
父親の食人本能が受け継がれている可能性がある。今まで発動した事はないが、本人は心底それを恐れていた。
未鬼曰く、ミコトには本能を押さえる意思があるが、復讐心を折られると本能に負け、サリーを捕食してしまう、とのこと。
吟響鬼（ぎんきょうき）
ダルスの作った音楽好きの鬼。盲目で戦いは嫌い。かつてミリアと同じくブレーメンの教会にいた。
ミコトから遊鬼を庇い、足を切られるが惰眠鬼に治してもらった。成り行きでクロウたちに同行。
得意技はドロップキック。男口調だが、作者は女のつもりで描いていたらしい。
おまけを見る限り女。
猛鬼
声 - 藤沼建人
アラドレイク国を襲った鬼で襲撃した集団の中でひと際大きく筋肉質の身体をしていた。
かなり強い部類であるらしいがキビツミコトに一蹴され倒される。
蛇鬼
巨大な蛇に翼と角の生えたドラゴンのような姿、手足はない。中鬼(チュウ)に翼竜と評される。
中鬼（チュウ）にミリアを殺すために送られるが、ミコトにあっさり殺される。殺された後ミコトに調理され食べられた。
吸血鬼や眼鬼と並べ評される強さ。
爺鬼
声 - 水内清光
燕尾服を纏った老齢の鬼、サリーの国アルダレイクを襲った首謀者で、それ前にキビツミコトに国を滅ぼされておりミコトがサリーの国にいた為猛鬼達に逃げるように忠告し自身も戦闘の混乱の中逃亡している。桃太郎を倒すため、ノブレガを日本に呼び寄せた。
中鬼城では桃太郎の危険性を発言している。
炎鬼
轟鬼の知り合い。若い男性。狂王鬼に殺されかけていたが水鬼に命を救われる。本能からではなく、私怨からの殺戮派らしい。だが、ジュセリノの提案に対して、待つという形をとった。

#### 鬼神
鬼の神であり『悪意』を集め配下の鬼を生成することが出来る。 昔は12人いたらしいが、現在は7人。他の鬼と比べ圧倒的な力を持つのはもちろんのこと、何らかの物理、事象、概念無視する力を有している。また自分が作った鬼の能力はすべて使える。
鬼神の順位は単純な実力順ではなく、能力の殺傷力で決まるため、必然的にドガルバルガやシャシャヤのような鬼神は順位が低い。また鬼の方針は鬼神の多数決で決まり、現在は人間との和親派が4人で多数。
滅神鬼 歳浦滅子（としうら めっこ）
最強で最凶で最恐で最狂の鬼神。
鬼神第一位にして最強の実力の持ち主。見た目は眼鏡をかけた女性で。腹が太っているのを気にしているが痩せられないらしい。
生まれたときから、何とかして死のうとしている。未鬼曰く「死に恋してる」。死ぬために昔からあらゆる事を試しているが、どうやっても死ねないらしい。しかし本人の性格は理性的で鬼の本能を抑え込めるほどである。ウィスタラ曰く「善人」。
生み出されるときに別次元の人間の女の子歳浦明子の記憶が魂の核となって生まれた。体は魔王クォーヴの肉体と60億の人間の肉。皮膚は概念。髪は因果線。服は事象。眼鏡は法則。魔王の肉体以外は全て歳浦明子の次元のものでできており、滅子曰く世界そのもの（腹には60億の人間の怨念が内包されている）。
自分の魂の核である少女の世界を元に戻すことを願っているが、次元を渡る獄門は天界にしかないため、死んで天界に行くことを目的としている。
ウィスタラの腕を一瞬で引きちぎる事もでき概念無視がなくてもかなり強く、概念無視無効された状態で体を木っ端微塵にされても眼鏡だけで会話し、相手の強さを無視することで自身の戦闘力に相手の戦闘力を乗じてさらに強くなり完全復活するなど反則じみた能力の使い方も見せた。
皇鬼に殺された黄面鬼を復活させたり、数年前に死亡し既に肉体すら残っていなかった彦を十分間ほどの制限付きで不完全ながら復活させたりと死という結果すら無視出来る模様（彦に関しては魔法によるものらしい）。
星が砕けるという両目開眼したサリーの本気の拳を受けても、頬がへこむ程度で一歩も後じさることがない。
自らを殺せる可能性のあるサリーに自らとの特訓を持ちかけた。人間に対してはいてもいなくてもどっちでも良いと考えている。
後にサリーから友達だと思われるようになる。なので、サリーから「生きたまま元の世界に返す」「浮気すんな（他のやつに殺されるな）」、と宣言された。
「過程及び結果無視」
事象に対して結果と過程を無視してなかったことに出来る。皇鬼に殺された黄面鬼をよみがえらせた。惑星を破壊した後でも一瞬で元通りに出来る。
「抗力、遠近、質量保存」
この能力により自分で死ぬことが出来ず、ジュセリノの抗力無視でも貫くことが出来ない。
「遠近無視」
チュウが驚くほど細かい精度で使うことが出来る。サリーを脅す際に空に浮かぶ星を数個まとめて握りつぶして見せた。
「ダメージ無視」
自分以外の離れた人物のダメージもなかったことに出来る。
「質量保存無視」
路銀の尽きたサリーの頼みで、この能力を使って偽造硬貨を作り出した。ただし、出来上がった硬貨には(スリムな体型に偽装された)滅子の肖像が彫られており、一目で偽物とわかる代物だった。

空神鬼 ネサル
鬼神第二位であり、元神。天界と魔界の戦争の際フラウに捕食された。少年の姿をしている。
クォーヴとは何千年も殺し合ってきた宿敵。本人曰く、鬼として生きたいがため神を辞職したらしい。神としての力自体はそのまんま。
面神鬼 ジュセリノ
声 - 久保ユリカ
鬼神第三位。幼い女の子の姿をしており、特徴的な帽子と和服のような物を着ている。ホーソンに懐いており、よく共に行動する。口がくさい。
紅面鬼を最大サイズにするときに注ぐ魔力量は、天界の天使上位三対に匹敵する。
3年前に生まれた際、人類抹殺に「自分で人間を見て決めたい」という理由で反対し、それに対して反発し襲ってきた当時の3位の鬼神を含む5人の鬼神を返り討ちにして殺している。
鬼の中で「面鬼」は殆ど彼女が造っている。
後にホーソンに惚れてしまったらしく、性行為を求めるようになる（その度にホーソンに諭される）。
鬼の国でザギゴと戦った後、惰眠鬼の夢によって蒼面鬼が人を殺す様子を見せられる。蒼面鬼がホーソンの故郷であるリムダールを滅ぼしたことを知った彼女は、ホーソンへの罪悪感から心が壊れ、ホーソンのことを記憶から追い出してしまう。
「抗力無視」
硬さ弾性を無視して意味をなさなくする。そのため全ての物を貫く事が出来る。鬼神砲だけでなく、触れた物全てに抗力無視を付加する事が出来る。

剣神鬼 ミドル
鬼神第四位。忠鬼（チュウ）が鬼神になった姿。自らを造ったノブレガと同じような角を持っており、能力もノブレガと同じ「遠近無視」。
鬼神になる前から、中鬼としては（しかもコックとして造られたにもかかわらず）抜きん出た実力を持っていた。さらに皇鬼によって人と多く関わる事によって、本来鬼がしない”努力”をしている。また、その経験から人類と和平出来ると考えている。和平派の彼が鬼神になったことで、鬼達の方針は人との和平に傾いた。
前述のようにコックとして造られたため、料理の腕を発揮する場面が作中でも多々ある。おまけ漫画では、滅子にダイエット食を提案していた。
「遠近無視」
自分の目に見える範囲なら遠くのものでも触れることが出来る。鬼砕斬と組み合わせて使う。

殺神鬼 ザギゴ
鬼神第五位。マスコットのような姿をしており、小さなぬいぐるみ程度の大きさしかない。
言葉遣いは少々キツイが、ミドルなどに対して面倒見が良い一面も見せている。人類抹殺派であるが、多数決には逆らわない模様。
鬼に生まれ変わる前は、天使であり、サキコという名前だった。かつて堕天し魔界へと堕ちる。その際サクヤと出会い、その出会いが魔界と天界への戦争へと繋がっていく。そういった過去ゆえに天使の事情に精通しており、鬼のおきては彼が作った。ウィタスラの思惑を完全に把握していた。またその事を滅子に伝えていたようである。
最初の鬼神であり、小々鬼などを創った。
過去に滅子が自分以外の鬼神を皆殺しにした際、ザギゴは鬼神をやめていたので大丈夫だった。
「重力無視」
自らの重力を無視して空を飛んだり、相手の重力を無視して体勢を崩す事が出来る。さらに重力無視を進化させた、重力支配が使用でき、こちらは抗力無視で放たれたジュセリノの鬼砲すら捻じ曲げることができる。

獣神鬼 ドガルバルガ
鬼神第六位。巨大な獣のような姿をしている。通称は「コロ」、会話は全てカタカナで表記されている。
獣型の鬼を作っている。狂王鬼の友人を殺し、狂王鬼を印象操作に利用した。
未鬼曰く、「コロは見た目だけ」で、実際にミドルやクロウには、一方的に敗北している。
「ダメージ無視」
ダメージを受けないわけではなく、即死しなければそのダメージを無かった事に出来る（瞬間的に傷が治る）。しかし痛みは感じる上に、傷が治った場所に再び攻撃を受ければ幾度も苦痛を味わうことになってしまい、それが弱点でもある。

怨神鬼 シャシャヤ
鬼神第七位。女性で、当初はショタコンらしい描写だったが、実際は文字通り老若男女イケる模様。話し方が独特だが、怒られると普通に話す。ザキゴ曰く「内気赤面症」、滅子曰く「Gカップのボインさん」。男を見ると見境なくおそってしまう。「ビッチ」、「ビッチさん」、「おっぱい様」と呼ばれている。
カーボスの母（ウィニーの師匠）の生まれ変わり、記憶は残っていないが性癖はそのまま。戦闘の際には、鬼・鬼神の能力だけでなく魔法を多用している。
ミドルには「意外」と言われていたが、人類との和親派である。ほとんどの亜鬼は彼女が作っている。
「光無視」
自分の姿や攻撃を見えなくする事が出来る。魔法と組み合わせて見えない魔法を使う。

法神鬼 ノブレガ
声 - 武内駿輔
元鬼神第四位で、ミリア・忠鬼・遊鬼・吸血鬼を造った鬼神。爺鬼に頼まれ日本へ彦を殺しに来た。本人曰く「観光」。
道中で食べ物（団子、天ぷらなど）を食べたり中鬼を料理人として造った事からも、食べ物が好きらしい。
吉備津彦尊との戦いでは、一太刀入れられたものの実力差で彼を倒したが、彦の力とノブレガの鬼砲を吸収したミコトに敗れ死亡した。
鬼神として生まれてすぐに、1位の位を奪おうと滅子に攻撃したがまるで歯が立たなかった（滅子的には4位に相応しいだけの攻撃だった）
上述のように滅子を殺しにかかったこともあるが、後に親しくなった様子で、友好を装って滅子を毒殺しようとした（滅子はまるで気にしていなかったが）国を、ホコリを払うかの如く後述の遠近無視で滅ぼした。
鬼神であったときは、人類抹殺派であったが、ほとんど人は殺さなかった模様。作者曰く「ノブレガが本気を出して人間を制圧したら、一日で地表ごと人間は滅んでいた」
おまけ漫画の中での出来事であり本編とは全く関係ないが、彦に誘われて、遊戯王カードをやっている。使うデッキは「レインボーネオスデッキ」
「遠近無視」
見える範囲であれば遠近を無視して攻撃出来る。作中では遠くにある山を、手元の砂山を掴むかのように吹き飛ばしている。

存神鬼 ダルス
元鬼神第五位で眼鬼を造った鬼神。かなりの高齢。鬼神でありながら、娼婦のネル・ゾンダークとの間に子供を作った。それが後のドメニカであり、この時まで童貞であったらしい。
ゲーム感覚で人を殺す方法を考えた末、自らの国を作り王、指揮官となり戦争をして人間同士をチェスのように殺し合わせる事を考えた。が、それは最終的には娘のドメニカに自らを殺させるために考えた方法だった。しかし、ドメニカの自殺によって世界に絶望し、自らの腕を巨大化させて落下させ、星を傷つけようとする。その試みは両目開眼したサリーによって阻止され、最終的にはミコトに刺された傷によって死亡した。
生きているときは人類抹殺派の先頭に立っていたらしく、人をあまり殺さないノブレガに多少なりとも憤りを感じていたらしい。
ノブレガの欄と同じく、おまけ漫画の出来事で本編とは全く関係ないが、彼も遊戯王カードをやっている。使うデッキは「岩石族デッキ」自分の能力と等しく、攻撃力、防御力が無限に上がるカードを使う。また、おまけ漫画では「おじいちゃん」などと呼ばれ、本編とは違って性格の丸い好々爺となっている。
「質量保存無視」
鬼力・魔力の絶対数が減らない（つまり無限であり老いて力が落ちることもない）上に、身体の密度・質量を自由に変える事が出来る（ただし、あくまでも質量の保存という概念を無視しているだけなので、どれだけ密度と質量を高めようと効力無視には対抗できない）。

月神鬼（故）
餓鬼を生み出した鬼神。すでに死んでいて、死後角は未鬼が所持している（その後ミコトが使用して消滅した）。
「違い無視」
未鬼いわく使いどころが無い能力らしい。
虚神鬼
惰眠鬼と何かしら関係がある、あるいは同一人物らしいが詳細は不明。

### 天使
天界で死んで転生前の魂を管理している。ただし管理出来る魂は原罪が付いている物だけらしい。昔魔族と戦争をした。純天使とそうでない者があるらしく、元々天使で無かった者が天使になる事も例外的にある。
天界では精神体で暮らしている。また、天使は暴言禁止らしい(アトラ曰く、どこで神が聞いているかわからない)。

#### 天使長
大天使ウィタスラ
天界の天使長であり、翼が四枚ある。天界と魔界の戦争の際クオーウに片腕を吹き飛ばされた。
滅子とサリーを殺すために下界に下りてきた際に、滅子と戦闘。この時点でウィタスラの実力は滅子を凌駕しており、天使の羽を利用し滅子の概念無視を無効化した上で木っ端微塵にした。
だが滅子は、彼女の能力によりウィタスラよりも遥かに強大な力をもって復活したため敗北、天界に逃げ帰る結果となった。
滅子を殺そうとした理由は、滅子が「この世界」の物ではないから、そして何より人間と鬼が和睦すると天使に不都合が生じるかららしい。
滅子とサリーを襲撃した際に心を読めることが分かった。

#### 座天使
ザフキエル
神の番人。地界に降りた際は、自身の力に合う肉がないのでロボを使用していた。
とっつぁん。ネサルを強く慕っており、また彼に仕えたいと思っている。彼以外は神様として認めたくない。

#### 平天使
アトラ
声 - 鈴華ゆう子
フラウに片思いしている天使。
かつての戦争で17億の悪魔のうち3000万を殺した
フラウが転生してからすぐ告白しようとしたが、迷っているうちに三百年たってしまった。
本人の前ではなかなか素直になれず、神に聞かれないように小声で暴言をはいている。
地界で魂の回収を行っている＝肉付きの状態に慣れているため、実は肉付きでの戦闘力は天使の中でもトップクラス。
魔王クォーヴとは再従兄妹
ステア
アトラの妹。 吸血鬼によくなついている。
とても幼く見えるが、それでも数百年前から生きている。
キャルロット
フラウを好いていた天使。魔族から天使になったため、純天使ではない。
また、天使になった際に逆らわないように目の光を奪われた。
魔界に迷い込んだところをフラウに助けられ、転生することを提案した。戦争時は非戦闘員だったが、獄門の見張りをしていた。魔王クォーヴに殺された。
ハシュマル
三白眼の天使。天使なのにとても口汚い。

#### 堕天使
サキコ
知恵の実を食べた人間の監視に就いたグレゴリの一員。
巨人騒動が原因で堕天した（本人曰く、関係ないのに連帯責任とのこと）。
サクヤとの間に子供を作った後、天使に殺された。
犬／グレゴリ転生体
ミコトと行動している。詳細は犬の項を参照。

#### 堕天児
人間と天子の間に出来た子供、原罪の影響か巨大な姿で生まれた。人間からも天使からも愛されることはなかった。神の洪水で殺された。
オグ
堕天児であり、かつての洪水で精神体だけとはいえ、生き残ったと言える唯一の存在。
皇鬼によって、抜け殻となっていたフラウの身体を与えられた。鬼神を生み出していた存在である。
また、ウィニーの発言から察するに人の怨念と魔力を混ぜる事が出来る唯一の存在。
皇鬼が自爆した際に死亡した模様。

### 魔族
魔界に住んでる、サリーは爬人を見て魔族と勘違いした。魔族の魂を肉に変質したものが鬼である。昔天使と戦争をした。
魔界では精神体で暮らしている。地界の住人と違い、魔力を魂にとどめる
クオーヴ
詳細はクロウの項を参照。

### 亜人
動物と人間を合わせた姿をしたもの達。基本的に人間と等しい知能を有し、二足歩行、手が人間並みに器用、顔が動物という特徴を持つ。
卯人族
人間と兎を掛け合わせたような種族。人間よりも力が強く、脚力が特に強い。いつも眼が細いが、見開くことも出来る（クロウは開きっぱなし）。
フラウ
元ワールドイーターが転生した姿。詳細はフラウの項を参照。
クロウ
魔王クォーヴが転生した姿。詳細はクロウの項を参照。
長老
卯人の里の長老、フラウに予言を伝えサリーと出会わせた。
『月跳』
卯人の強力な脚力を最大限に使い、常人には見えない速さで垂直に飛ぶ技。

爬人の蛇族
下半身に足は無く、蛇のようになっている。上半身は手が生えている。
サリーに魔族に勘違いされる。エルフと仲が良くない。
熊人
力が強い。
鼠人
とても早い。
犬人、豚人、狸人、牛人
レジェディアで人間と共存していた。

### その他の種族
エルフ
見た目は人間だが耳が長い。自然の豊かさを司る種族で、普段は里からでてこない。
爬人と仲が良くない。
メグ
ホーソンがハァハァしていたエルフの子供。完全な脇役チョイキャラだが、人気投票で7位を勝ち取ったすごい子。
爬人の子供と仲がいい。

ドワーフ
物から記憶を読み取る能力がある。
ミコトが剣を直してもらったことや、未鬼が拳銃・自動車を作ってもらった事からも、鉄を主に利用する職人が多いようである。
魔物
魔界の魔族が、地界のものを乗っ取ったもの。
魂が肉体にあっていないため、肉体が魂に合わせて変質した姿。

バンパイア
魔族が地界の蝙蝠を乗っ取ったもの。
スライム
魔族が地界の水を乗っ取ったもの。
ドラゴン

ゴブリン

トロル

オーガ

ヒュドラ

ヌシ
川のヌシ、ホーソンとチュウ二人掛りでも吊り上げるのが困難な大物。最後はエアーで真っ二つにされた。
魚の生臭さを取るために酢を混ぜた醤油につけた後、少し火を通してサルモネラ菌を殺し、近くで採れた三つ葉を添えて、純度の高い川の硬水で蒸した。それにより川魚特有の生臭さと食感の硬さをほぐし、見事なミニエルに昇華させた。
調理しないと非常にまずい。
シンディー
ミコトの旅路で殺されたヘビ、ミコトに食べられた。マズイ。

## 作中設定

### 団体・勢力
サリー一行
- サリー、フラウ、キャロット、ホーソン

人間と多種族の妥協を目的に行動している、予言に記されている一行。
ミコト一行
- ミコト、ミリア、犬

鬼を殺すために旅をするミコトに同行する団体。レジェンディア王国の戦争が終わった後、サリー一行と合流する。
轟鬼一行
- 轟鬼、クロウ（吸血鬼、ドメニカ）、遊鬼、小々鬼、吟響鬼、惰眠鬼

轟鬼とクロウが惚れた相手のために立ち上げた団体。
サリー一行とは別の方法で人間と鬼の共存の方法を探すことを目的としている。
鬼神・鬼
- 鬼神と鬼

鬼神の多数決によって人間に対する行動を決めている。
現在は人間との和平を目的としている。
天界
- 天使

本来人間が滅ぼうが天使は地界に干渉しないはずだが、現在は人間が滅ばないようさまざまな干渉をしている。

### 世界
地界
人間や鬼、亜人などが住む世界。
魔界
魔族の住む世界。
魔界から地界へ現れるときは、地界の物をのっとり体が魂にあわせて変質する。
天界
転生を待つ魂たちが来る世界。
魂を管理するところで、主に天使が住む。
死んだ魂がここに来るらしく、フラウは常連。
天使は地界へ移動するときには、神の創造の力を貸りて精神体から肉へと身体を変化させている。
地界を覗き見ることが可能。
偽天界
滅子が生まれた時から持っていた記憶を使って、彼女が作り出した世界。空気がない。正確には滅子が作った惑星の模様。
別次元
腹減りフラウがいた世界。この世界に存在するものはすべてフラウが食べてしまった。
この世界の神すらも食べてしまったらしい。

#### 舞台設定
アルダレイク
サリーの故郷。田舎だがとても平和な国。
国の警戒も兵力もかなり弱い。
リムダール
ホーソンの故郷。高い城壁と結界に守られている。
城壁のせいで町に光が入らないが、光斜塔というミスリル製の反射鏡で光を入れている。
また、極秘らしいが雨の日も光を確保しているらしい。
蒼面鬼に消滅させられた。
西の森（にしのもり）
ウィニーが住む森。エルフと爬人の蛇族が集落を成す。
森の南東に封印がかかっている。
エルフと蛇族が憎みあって生活していたが、ホーソン一行が来た後
喧嘩しながらも共に酒場に来るようになった。
バルクェンド
武術大会が行われた王国。
レジェディア
人と亜人が共生している王国。大砲を持ち、非常に高い国力を持つ。
宗教国家ダルス
鬼神ダルスが治める大国。レジェディアと戦争する。
日本
ミコト、彦の故郷で、彼らに鬼と鬼神が敗れてから鬼が手を出せない地になった。
レジェディアに比べると、体格も国力も劣っている。
アルメニア
アルメニアのアララト山に、エデンの残骸があるとのこと。モンゴルとティムールの争いによって、国土は荒れているらしい。
アララト山は、ノアの箱船がたどり着いたと言われる場所である。
鬼の国
鬼が人間から奪い取った土地、文明や建物はそのまま利用している。
ダルス門
鬼の国に入るための関所。龍鬼が門番をしている。殺戮派か和睦派かを問われ、和睦派は締め出される。顔パス可能。
獣鬼の谷
その名の通り左右に巨大な獣鬼の像、あるいは獣鬼の形をした山がある谷。その先にはザギゴを模した像がある。
第十五番地
殺戮派の集落。狂王鬼に壊滅させられた。

### 年表
30000年前
サクヤが魔法に失敗して魔界に迷い込みクォーヴと出会う
300年前
フラウ転生する
フラウとウィニーが分かれる
吸血鬼誕生
70年前
ウィニーが西の森で酒場を始める
40年前
マジモ・エヌ・レジェディア誕生
22年前
ドメニカ・ネル・レジェディア誕生
21年前
ロクサナ誕生
16年前
サリー誕生
14年前
ミコト誕生
8年前
眼鬼誕生
3年前
ジュセリノ誕生
当時三位含み鬼神5体死亡

### 能力
仙術
キャロット（眼鬼）が使用。威力に鬼力は関係ない。
魔法と似た部分がある。
鬼砲
鬼が自らの鬼力を体からビームのように放出する技。
鬼神砲
鬼神が使う鬼砲、その威力は鬼が使うものとは比べ物にならず星を砕ける威力のものもある。また、自分の能力を上乗せして放つことも可能。
鬼閃

鬼砕斬

廻る火
天炎を使った炎上網。莫大な魔力が必要な魔法だが、ドメニカノ無限の魔力で補った。
内側に進んで消える。鬼神をも殺せるかもしれないが、術式は陣の中に術者がいないととまる。
煌炎剣
ミリアが使用。天使の羽で作ったペンダントを触媒に神炎を召喚し剣の形に工芸。精神体ごと肉体を切断できる。
天弓
天使のアトラが使用。高圧縮の魔力の矢を放つ。さまざまな式を組み込めるようで、フラウを卯人専用の封印式『封卯式』で行動不動にした。
テレポーテーション
ウィニーがよく使うおせっかい能力。

### 用語
予言
ウィニー、卯人族の長老、フラウと一部の人物のみが知っている予言（吸血鬼も噂で知っていた）。
少女が卯人と鬼を連れて何かするらしい。
『巨大な憎しみが世界を徘徊するだろう
その憎しみは世界を救うが、世界を悲しみで満たすだろう
悲しみが悲しみを呼び、結局世界は滅びるであろう
しかし、憎しみを晴らす光が現れるかもしれない
しかし、弱く、儚い……』
その光が少女らしい。
未鬼の予言
ミコトがノブレガを殺した際、未鬼が見ることができた未来
『1人の子供の強大な憎しみが世界を徘徊する
その憎しみは鬼を滅ぼし人を救うが世界は悲しみに包まれる
悲しみは新たな鬼神を生み世界を滅ぼすだろう
ただ、希望はある
本来なら力を知らぬまま死ぬ女の子が悲しみを癒しこの世を救う』
こっちの予言を聞き何者かが悪巧みをしている。
滅んだ未来
別次元の未鬼が出くわした未来。いくつかのパターンがあり、
・鬼神が人を滅ぼす。
作中の次元以外の、ほとんどの未鬼が迎えた未来。この次元ではサリーは力に目覚めておらず、ミコトは父と共に鬼である事を隠して生きる事ができていた。その内の9割は、滅子が世界を滅ぼしている。
・鬼と人に和平が出来そうな時に、天界から”波”が来て、世界が滅ぶ。
上記以外の未来。作中の次元がここに分岐した。
今の所どの次元の未鬼も、自身が生き残る未来にたどりつけていない。
鬼力
鬼にとってのMPのような物。カーボス曰く「鬼力は魔力に人の怨念がついたもの」。
桃の目（通称ケツ目）
現時点でサリー、ミコト、アルメニア大王が持っている目。ミコトの力は彦から譲られたものであり、生まれながらに持っていた力ではない。
大きな憎悪に反応する。人の怨念の反対の力であり、人の怨念で出来ている鬼に対し絶大な力を発揮する（人は怨念のほうが強いが、相性的に一方的な強さを誇る）。
力が発動すると、目に桃のような印が出てくる。
滅子曰く、サリーの力が進化するオリジナルであるのに対し、ミコトの力は模造品の劣化であって進化はできないとのこと。
ダルス曰く「力自体に意思が存在する」。それ以外は詳細不明。
鬼の掟
殺神鬼ザギゴが作った掟。
人型の鬼は名を付けてはならない
ルーン的な作用が誤作動したら魂の核の記憶が復活するため。
鬼同士で生殖してはならない

魔女
魔女の始まりは魔族が人間に取り付いて精神が混ざり共生してしまった姿。
性転換薬
かの淫魔の暴君ウィニーが作った薬。
声が女性になり、胸が出て体つきも女性のものになる。
しかし、元々はウィニーがフタナリプレイを楽しむために作ったものでちんこは残る。
効果は三日間。男性の体に戻った後反動でちんこがなくなる。
ウィニー「その内戻るわ。たぶんね」。
転生
読んで字の如く、生き返る。転生は天界が管理している。
基本的に魔族は器が消滅しない限り転生の必要は無い。
今のところ転生しているのは、クロウ、フラウ、犬、猿、鳥、マジモ。
前世の記憶
元々持って生まれてくるものもいれば、ザギゴのように長く生きることで思い出すものもいる。

魔王と食いしん坊
天界でステラが吸血鬼に読んでもらった本。実際にあった、魔界と天界の戦争時の話が書いてある。魔王の名前だけ塗りつぶされている。著者・皇鬼。
無題の本
レジェンディアの城にあった本。尻のような目を持ち、たくさんの魔物と戦い、たくさんの人を救う戦士の話。長い。後にサリーに捨てられる。
鬼ヶ島
日本にある鬼の巣、桃太郎によって滅ぼされた。
自動車 / 拳銃
未鬼だけが持っている道具。自動車の動力は魔力。
人が生きている未来を予知した魔女の情報を元に、ドワーフが作っている。
春日部ナンバー。
グレゴリ
知恵の実を食べた人間の監視についた天使達のこと。
現在判明しているメンバーはサキコと犬。
ネフィリム
鬼のこと。または堕天児。
知恵の実
りんごの形をした実。
あばらの二本目

りんごの反対
生命の実。

原罪
人間が知恵の実を食べたことでついた最初の罪。原罪により天界は地界の生物の転生を管理、記憶の操作をしている。
原罪が無いと、魂が転生せずに地界にとどまることが多い。
神
人間は全知全能の存在と把握しているが、クロウいわく天使の親玉に過ぎないらしい。
原罪により地界の住人の記憶を操作し、波の情報を消したり、人間が猿から進化したと信じさせている。
神炎
精神体ごと焼く炎、天炎、廻る炎とも言う。
神の洪水
かつてグレゴリを一掃した洪水。天界の最終手段らしい。
このまま人間が死に続けるなら、使うことも辞さないのが天界の意思。
波
天界の天使が地界にいっせいに攻め込んで、天界に不都合なものを破壊、殺害しつくす行為。
波の後、死骸を流すために洪水が使われる。

神槌ヤグルシ：レプリカ
アトラが作った神槌ヤグルシのレプリカ。作るのにすごい魔力が要る。
神槌ヤグルシ
かつてバアルが竜神ヤムを屠った二つの棍棒の内の一つ。
その名は『追放』を意味する。
空気（エア）
フラウが糞弱いホーソンに譲った剣。ウィニーが言うには、元々戦闘に使うものではなく、天界の切りたいものを切れる仕分けの剣らしい。
基本的には切れないものは存在しないとされるが、物質である以上例外はある。
ジュセリノによって切っ先を折られ、さらにサリーが対ドメニカ戦で使用した際に刀身がすべて消失してしまった。
作者ブログの質問コーナーによれば、今後エアが再登場する予定はないとのこと。
短刀ナーゲルリング
アトラがクロウにしぶしぶ作った武器。巨人をも殺すことが出来る、滅子曰く、下位の鬼神なら殺せる。
レヴァーティン
ネサルの武器。見た目はどう見てもふとんたたきだが、フラウの肉体を使って皇鬼が放った鬼砲を跳ね返せる程の強力な代物。

ミスリル
リムダール国の光斜塔に使われていた。
エア修復のために必要なもので、フラウがネコババした。
たいへん高価なものらしい。
ウィニーのお守り
レベッカを対価にサリーがもらったお守り。刀であり、時々サリーが鞘に入れたまま戦闘に使っている。

## おまけ

### おまけ人物紹介
サリー・トンプソン
おまけ漫画で登場した2000年後の人物。なかまがたくさんいるらしい。
ミコト
別にスパイダーマンをリスペクトしていない。

### 本編リンク
ホーソン蚊帳の外
よくホーソンが本編の物語に参加させて貰えず、別のことをする。
ヌシ
ジュセリノといちゃいちゃ

天界物語
すでに死んだ人物が天界ですき放題する
料理対決
ノブレガと彦が料理対決をした、彦のほうがおいしかったが組織票で負けた。
遊戯王
彦が他の死人たちにデュエルを挑むが毎回コテンパンにされる。
ノブレガ以外はかなり不条理に負けている。

### ネタ
マジカル・ジュッセリーノ
20××年人々は突然現れたエイリアンに脅かされた。しかし、人類を守るべくして救世主が現れた。正体不明進出機没、正義の使者、その名はマジカル・ジュッセリーノ！！

#### 登場人物（ネタ）
樹瀬リノ
小学三年生。それなりの家族とそれなりの友達に幸せを感じていた。ある日、裏山に落ちた仮面を拾い魔法少女となる。
無限魔力の持ち主。
お父さん
探偵をしている。朝食のときでもサングラスは外さない。
お母さん
名前は望。流れ触手にやられてしまった。読者サービスを考えたレッドのせいで助けるのが遅れた。
瞳ちゃん
リノの友達。四年生の轟から告白され、返事に迷っている。
レッド
お面。地球を守るためにつかわされた妖精。魔法少女の変身アイテムである。ケツメ帝国によって自分の星を滅ぼされた。
アドラ・ステア
ケツメ大元帥一の従者。地球侵略司令官をしている。
ケツメ大元帥
ケツメ帝国の偉い人。
テーキ
マラッカリー星人のアークメイク博士の作った侵略型凌辱兵器。一応マラッカリー星人である。アドラ・ステアとともに登場し、春日部市民をアクメ殺そうとした。触手を武器にして戦うマジカル・ジュッセリーノに切断された。
アークメイク博士
マラッカリー星人でテーキを作った。

#### 用語（ネタ）
魔法少女
レッドを使い変身した姿。正体がばれたら一生貧乳の呪いがかけられる。変身の呪文は『ゴッドオーガパワー チェンジ 三乗』。変身アイテムであるレッドが壊れると変身が解ける。
ケツメ帝国
レッドの星を滅ぼし、地球に攻めてきた宇宙人集団。
キセンリョク
春日部市に眠っているすごい力。
マラッカリー星人
地球を滅ぼそうと企む、ケツメ帝国のエイリアン。
ブルーペルソナロッド
魔法少女の武器。シールド、イエローサンクチュアリが出せる。
喫茶店
サリー
イカスミパスタを頼む。
キャロット
ミラノ風ドリアを頼む。
フラウ
ペットと勘違いされ、店の外でにんじんを食わされた。サリーたちが気を使い店を出ると思ったが、楽しそうに会話をしているので、眼だけ魂にあわせて変質し、店内に入ろうとしたが殴られた。殴られたことにクレームをつけ店内に入ったが、首輪をつけられそうになる。
ホーソン
いつまでたっても、注文品が来ない。会計を任された。
結局料理は出てこなかった。
門番
厨房で調理している。

ゲームセンター
サリー
格闘ゲーム
キャロット
ユーフォーキャッチャー、スプー人形をほしがった。小銭を拾うため床をなめて、ズボンを脱いだ。
ミコト
キャロットがズボンを脱いでるところをみて、口止め料として500円もらった。
店内で魔族とけんかした。
蒼面鬼
ユーフォーキャッチャーでほとんどのスプー人形をとった。口止め料でキャロットに一個渡した。

カラオケ
サリー
『ランさんとカラオケを楽しんだ。体力が20上がった。弾道が1上がった』
選曲「ラルク、どんなときも」
キャロット
自分以外の歌唱力が高くて不安に感じる。
トイレで薬をうっていたが、フラウに頬を張られて改心する。
選曲「谷村シンジ、もう恋なんてしないよと」
フラウ
選曲「高橋ジョージ、世界に1つだけの花」
ホーソン
『ホーソンはムードХを手に入れた。』
選曲「千の夜を越えて」
ウィニー
酒場だけでは生きていけないので、カラオケ店で働いている。

無人島に行くなら
もし無人島に二つ道具を持っていけるとしたら何を持っていくか聞いたもの。
ホーソン
マッチと剣。
ジュセリノ
ホーソン以外何もいらない。
キャロット
イカダを作るのに斧とロープ。
フラウ
にんじんのみ。
クロウ
フラウ
轟鬼・惰眠鬼
寝苦しくないように毛布とテント。
ドメニカ
クルーザーとアイフォン。
ロクサナ
充電器。
サリー
本とラジオ。
ミコト・ミリア
マッチとウィスキー（無人島の木を燃やしてのろしを上げるため）
遊鬼
サーフボードと波。
小々鬼
ガンダム。
アトラ
羽があるため参加させて貰えず。
ウィニー
かわいい男の子とバイブ。
ノブレガ
中鬼が何でもやってくれるからいらない。
ダルス
みんなが無事なら何にも要らない。
彦
釣竿で魚を釣ってマッチで焼く。が、1人では生きていけない。
犬
喋れない。
セト
海の生き物は参加させて貰えず。
未鬼、皇鬼
ドラえもんとドラミちゃん。
吟響鬼
ギターとハーモニカで皆に詩を聞かせる。
吸血鬼
みんなの道具を使って窮地を脱出する。

## 書誌情報
- ヨハネ（漫画）・クール教信者（原作）『ピーチボーイリバーサイド』（リメイク版） 講談社〈講談社コミックス〉、全16巻
  1. 2016年2月17日発売[8]、ISBN 978-4-06-392514-2
  2. 2016年10月17日発売[9]、ISBN 978-4-06-392550-0
  3. 2017年6月16日発売[10]、ISBN 978-4-06-392589-0
  4. 2018年2月16日発売[11]、ISBN 978-4-06-510928-1
  5. 2018年10月17日発売[12]　、ISBN 978-4-06-513318-7
  6. 2019年6月17日発売[13]、ISBN 978-4-06-515947-7
  7. 2020年2月17日発売[14]、ISBN 978-4-06-518539-1
  8. 2020年8月17日発売[15]、ISBN 978-4-06-520362-0
  9. 2021年2月17日発売[16]、ISBN 978-4-06-521947-8
  10. 2021年8月17日発売[17]、ISBN 978-4-06-524136-3
  11. 2022年2月17日発売[18]、ISBN 978-4-06-526466-9
  12. 2022年8月17日発売[19]、ISBN 978-4-06-528504-6
  13. 2023年2月16日発売[20]、ISBN 978-4-06-530670-3
  14. 2023年8月17日発売[21]、ISBN 978-4-06-532779-1
  15. 2024年3月15日発売[22]、ISBN 978-4-06-535038-6
  16. 2024年9月17日発売[3]、ISBN 978-4-06-536573-1

## テレビアニメ
リメイク版を原作としたテレビアニメが、2021年7月から9月までTOKYO MXほかにて放送された。同年10月13日にBlu-ray BOX (VPXY-71863) が発売された。
原作とは異なり、あえて時系列をシャッフルする手法で放送された（時系列での該当話数は次回予告の右下で提示）。監督の上田は、原作が未完のためそのままアニメ化すると中途半端に終わってしまうこと、原作第1話をアニメの1話目とするのはリスクがあることなどをその理由として挙げている。dアニメストアでは、シャッフルした「オンエア版」と並行して原作の流れに沿った「時系列版」も独占配信された。

### スタッフ
- 原作 - クール教信者、ヨハネ[5][6]
- 監督 - 上田繁[5][6]
- シリーズ構成 - 大知慶一郎[5][6]
- キャラクターデザイン - 栗田聡美、加藤真人[5][6]
- アクション・エフェクト作画監督 - 星野車蜂
- プロップデザイン - 今門卓也[6]
- 色彩設計 - 斉藤麻記[6]
- 美術監督 - 福島孝喜[6]
- 美術設定 - 曽野由大[6]
- 撮影監督 - 長谷川奈穂[6]
- 3DCGディレクター - 奥西紀彰、後藤和史
- 編集 - 本田優規[6]
- 音響監督 - 田中亮[6]
- 音楽 - 中橋孝晃[6]
- 音楽制作 - ジュドー
- チーフプロデューサー - 成田明浩、吉尾宗太、古川慎、笹大地、野口理香、神谷浩、前田吉輝、見市敏之
- プロデューサー - 伊藤沙保、榮龍太朗、佐藤尚哉、矢嶋菜実子、美斉津誠、本橋研一、小澤文啓、金子広孝、丸山創、菅謙太郎、磯由香莉、くまくらたかあき
- アニメーションプロデューサー - 河内山隆
- アニメーション制作 - 旭プロダクション[5][6]
- 製作 - 「ピーチボーイリバーサイド」製作委員会（グリーエンターテインメント、VAP、講談社、トイズファクトリー、東映エージエンシー、創通、クロックワークス、TOKYO MX、AQUA ARIS、BS日テレ、A3、エクサインターナショナル、ジュドー）

### 主題歌
「Dark spiral journey」
Q-MHz feat. 鈴華ゆう子によるオープニングテーマ。作詞・作曲・編曲はQ-MHz。
「夜を越える足音」
ミテイノハナシによるエンディングテーマ。作詞・作曲はAru.、編曲はThe Cheshire。

### 各話リスト
| 放送話数 | 時系列話数 | サブタイトル       | 脚本       | 絵コンテ     | 演出       | 作画監督                                                                                   | 総作画監督                   | 初放送日      | 時系列版 配信日 |
| -------- | ---------- | ------------------ | ---------- | ------------ | ---------- | ------------------------------------------------------------------------------------------ | ---------------------------- | ------------- | --------------- |
| 第01話   | 第02話     | 元姫と卯人         | 大知慶一郎 | 上田繁       | 上田繁     | 栗田聡美 藤井文乃 笛木優奈 荻原みちる                                                      | 栗田聡美 加藤真人            | 2021年 7月1日 | 7月8日          |
| 第02話   | 第03話     | 鬼と人間           | 大知慶一郎 | オグロアキラ | 飯村正之   | オグロアキラ 島崎克実 蒼依ふたば 友田美智子 アラタハヤト                                   | 栗田聡美 加藤真人 岩佐とも子 | 7月8日        | 7月15日         |
| 第03話   | 第09話     | サリーと岐路       | 大知慶一郎 | 名村英敏     | 鈴木理人   | 大滝那佳 森あおい 羽野広範                                                                 | 加藤真人 岩佐とも子          | 7月15日       | 8月26日         |
| 第04話   | 第01話     | 姫と桃             | 大知慶一郎 | 上田繁       | 是本晶     | 重國浩子 柳瀬譲二 藤井文乃 上野卓志 中村進也                                               | 栗田聡美 加藤真人            | 7月22日       | 7月1日          |
| 第05話   | 第07話     | フラウと吸血鬼     | 犬飼和彦   | オグロアキラ | 石山タカ明 | 久保山陽子 オグロアキラ 島崎克実 荻原みちる                                                | 加藤真人 岩佐とも子          | 7月29日       | 8月12日         |
| 第06話   | 第08話     | キャロットとミリア | 犬飼和彦   | 江島泰男     | 高林久弥   | 笛木優奈 和田勝之 藤井文乃 石堂伸晴                                                        | 栗田聡美 加藤真人            | 8月5日        | 8月19日         |
| 第07話   | 第04話     | 種族と居場所       | 大知慶一郎 | 名村英敏     | 飯村正之   | 重國浩子 富山大輔 荻原みちる 中村進也 柳瀬譲二 蒼依ふたば アラタハヤト 友田美智子          | 加藤真人 岩佐とも子          | 8月12日       | 7月22日         |
| 第08話   | 第10話     | 仲間と仲間         | 犬飼和彦   | オグロアキラ | 佐々木純人 | 羽野広範 王敏 姜智慧 趙小川 劉冬冬 徐小山 李偉峰 菊川孝司                                  | 栗田聡美 加藤真人            | 8月19日       | 9月2日          |
| 第09話   | 第12話     | ミコトとミコト     | 大知慶一郎 | 尾崎隆晴     | 鈴木理人   | 大滝那佳 森あおい 佐藤惠美 オグロアキラ                                                    | 加藤真人                     | 8月26日       | 9月16日         |
| 第10話   | 第11話     | 戦禍と恨み         | 犬飼和彦   | オグロアキラ | 石山タカ明 | 久保山陽子 重國浩子 柳瀬譲二 藤井文乃 菊川孝司 松下純子                                    | 加藤真人 岩佐とも子          | 9月2日        | 9月9日          |
| 第11話   | 第05話     | 理想と現実         | 犬飼和彦   | 名村英敏     | 大塚隆寛   | 河原久美子 和田勝之 中村進也 笛木優奈 塩澤枢 友田美智子 友田政晴 荻原みちる                | 栗田聡美 加藤真人            | 9月9日        | 7月29日         |
| 第12話   | 第06話     | 決意と別れ         | 大知慶一郎 | 上田繁       | 上田繁     | オグロアキラ 加藤真人 富山大輔 アラタハヤト 藤井文乃 大滝那佳 佐藤惠美 森あおい 蒼依ふたば | 加藤真人 岩佐とも子          | 9月16日       | 8月5日          |

### 放送局
| 放送期間               | 放送時間                     | 放送局      | 対象地域 | 備考                                            |
| ---------------------- | ---------------------------- | ----------- | -------- | ----------------------------------------------- |
| 2021年7月1日 - 9月16日 | 木曜 22:00 - 22:30           | TOKYO MX    | 東京都   | 製作参加                                        |
|                        | 木曜 23:30 - 金曜 0:00       | BS日テレ    | 日本全域 | 製作参加 / BS/BS4K放送 / 『アニメにむちゅ〜』枠 |
|                        |                              | AT-X        | 日本全域 | CS放送 / 字幕放送 / リピート放送あり            |
| 2021年7月8日 - 9月23日 | 木曜 1:00 - 1:30（水曜深夜） | J:COMテレビ | 日本国内 | CATV / 『アニおび』枠                           |

| 配信開始日   | 配信時間        | 配信サイト |
| ------------ | --------------- | --- |
| 2021年7月1日 | 木曜 22:30 更新 | dアニメストア（本店・ニコニコ支店・for Prime Video） |
| 2021年7月5日 | 月曜 0:00 更新  | Amazon Prime Video |
| 2021年7月8日 | 木曜 0:00 更新  | ABEMA GYAO! ニコニコチャンネル U-NEXT FOD アニメ放題 Netflix dTV バンダイチャンネル ひかりTV Hulu J:COMオンデマンド milplus ビデオマーケット DMM.com GYAO!ストア COCORO VIDEO HAPPY! 動画 TELASA music.jp TSUTAYA TV クランクイン！ビデオ Rakuten TV Google Play ムービーフルPlus |

### ゲーム
CTWによりゲームポータルサイト「G123.jp」にてHTML5ゲーム『ピーチボーイリバーサイドバトルサーガ』が2021年7月29日より配信。